# Dan Hatmanu
Dan Hatmanu (n. 31 octombrie 1926, Scobinți, județul Iași – d. 27 decembrie 2018, Iași)  a fost un pictor și grafician român. Dan Hatmanu a fost deputat în Marea Adunare Națională în legislatura 1985 - 
1989.
În prima parte a activității sale creatoare a executat portrete și peisaje într-o viziune realist-tradițională, pe care a abandonat-o mai târziu în favoarea unei formule constructiviste cu rapeluri figurative și nuanțe umoristice.

## Anii de studii
În 1945 s-a înscris la Institutul de arte din Iași, unde a avut ca profesori pe Corneliu Baba și Ion Irimescu, și l-a absolvit în 1950. A dat un concurs în urma căruia a primit bursa Nicolae Grigorescu a Academiei Române, care consta într-un an de studii la Leningrad și un an la Paris. Astfel, a urmat cursuri de perfecționare la Academia Repin din Leningrad (1962-1963) și la Academia liberă din Paris, de unde a continuat la Institutul internațional de studii pedagogice din Sèvres (1964-1965).

## Activitatea artistică
După ce a debutat în anul 1948, Dan Hatmanu a participat la multe expoziții colective și de grup și a organizat, în țară și în străinătate, zeci de expoziții personale.
Dintre participările mai importante la expoziții peste hotare pot fi menționate următoarele:
- 1954 Bienala din Veneția,
- 1958 - Praga, Sofia, Teheran, Moscova,
- 1959 - Budapesta, Viena,
- 1962 - Cairo, Atena, Paris, Ankara, Istanbul,
- 1974 - Tokio, Osaka,
- 1975 - Scopje, Havana,
- 1977 - Lisabona, Praga,
- 1981 - Viena,
- 1985 - Stuttgart, Veneția, Perugia

A executat ilustrații de carte la opere de Ionel Teodoreanu, Anton Bacalbașa, Petru Prânzei și Valentin Ciucă.
Lucrări ale sale se găsesc în muzee din România: Muzeul Municipal din Huși, Muzeul de Artă din Iași, Muzeul de Artă din Piatra Neamț, Muzeul de Artă "Casa Simian" din Râmnicu Vâlcea, dar și în muzee și colecții particulare din străinătate: Rio de Janeiro, Valletta, Poitiers, Ciudad de Mexico, Praga, Franța, Italia, Israel, Grecia, Germania.
Unul dintre cele mai controversate tablouri a fost cel în care cuplul Elena Ceaușescu și Nicolae Ceaușescu ciocnește un pahar cu vin roșu cu domnitorul Ștefan cel Mare, care scoate din tablou o mână în care ține un pahar.

## Opera
(selecție)
- Seria "Foști primari ai Iașului", picturi expuse în Sala Mare a Palatului Roznovanu.[9]

## Activitatea didactică
După absolvirea Academiei a fost încadrat îndrumător la Muzeul de Artă din Iași, lucrând apoi ca profesor de desen, pictură și compoziție la Școala Medie de Arte Plastice. Din 1960 a fost încadrat conferențiar la Institutul pedagogic de trei ani din cadrul Universității „Alexandru Ioan Cuza”, iar în 1970 i s-a acordat titlul de profesor. Din 1977 și-a desfășurat activitatea didactică la Facultatea de Arte Plastice din cadrul Conservatorului „George Enescu”. În 1992 se pensionează, devenind profesor consultant.
A fost profesor universitar la Conservatorul George Enescu din Iași, unde a deținut și funcția de rector (1984-1990).

## Scrieri
- Amintiri în timp, Editura Pallas, 2006

## Premii și distincții
- Premiul II la Festivalul internațional al Tineretului (Varșovia, 1955)[6],
- Medalia de argint la Festivalul internațional al Tineretului (Moscova, 1957)[6],
- Premiul Ion Andreescu al Academiei (1976)[6],
- Premiul internațional Colosseum, decernat de Centro d'Arte e Cultura Nuova Figurazione (Roma, 1979)[6],
- Titlul de Profesor emerit (1980)[4]
- Premiul criticii, decernat de UAP (1985)[6],
- Diploma de Excelență pentru întreaga activitate, titlul de cetățean de onoare și ambasador al județului Iași (31 octombrie 2006)[11],
- Titlul de excelență pentru întreaga activitate din partea Prefecturii Iași (30 noiembrie 2011).[9]

### Distincții
- Medalia Muncii (9 iunie 1954) „pentru merite deosebite în domeniul artelor plastice”[12]
- Ordinul „Meritul Cultural” clasa a IV-a (1968) „pentru activitate deosebită în domeniul artelor plastice”[13]
- Ordinul „Meritul Cultural” clasa a III-a (20 aprilie 1971) „pentru merite deosebite în opera de construire a socialismului, cu prilejul aniversării a 50 de ani de la constituirea Partidului Comunist Român”[14]
- Ordinul național „Pentru Merit” în grad de Cavaler (1 decembrie 2000) „pentru realizări artistice remarcabile și pentru promovarea culturii, de Ziua Națională a României”[15]

## Afilieri
- Academia Europeană de Științe, Arte și Litere, Paris, Franța (membru din 1994) [7].